# デ・ハビランド・カナダ DHC-4
DHC-4 カリブー
オーストラリア空軍のDHC-4A
- 用途：輸送機
- 分類：STOL輸送機
- 製造者：デ・ハビランド・カナダ
- 運用者
  -  カナダ（カナダ空軍）
  -  アメリカ合衆国（アメリカ空軍/陸軍）
  -  オーストラリア（オーストラリア空軍）他
- 初飛行：1958年7月30日
- 生産数：307機
- 運用状況：一部の国で現役

デ・ハビランド・カナダ DHC-4 カリブー(de Havilland Canada DHC-4 Caribou)は、カナダのデ・ハビランド・カナダ社が開発したSTOL輸送機。愛称のカリブーとはトナカイのことである。カナダ国防軍での呼称はCC-108。

## 概要
本機は貨物なら3.1トン、兵員なら32名という搭載量を持ちながら400m以内の距離で離着陸が可能であり、250mの前線滑走路で運用した例もある。逆ガル形式の主翼には、その全翼幅に渡ってダブルスロッテッドフラップが配置され、外側はエルロンとしても機能するようになっていた。胴体には矩形断面の貨物室と後部ローディングランプを備え、高翼配置の主翼と尾部を高く上げたデザイン、そして低い床によって積み込みが容易になるよう配慮されており、軽車両等の自走搭載も可能だった。ただし登場当時としては速度性能に難があり「ヘリコプターより遅い」と評されるほどだった。また全天候性能も欠いていた。

## 開発経緯
DC-3の搭載量とDHC-2 ビーバーやDHC-3 オッターのSTOL能力を併せ持つ機体として1956年に開発が決定した。この計画はカナダ国防軍及びアメリカ陸軍の注目するところとなり、カナダから2機、アメリカから5機の試作発注を受ける形で開発が進められ、試作機は1958年7月30日に初飛行を行った。そしてカナダではCC-108、アメリカではAC-1の名称で採用され、配備が進められた（アメリカについては後述）。なお、生産24号機以降は最大離陸重量が増加したDHC-4Aに生産が移行している。
その性能は海外でも高く評価され、世界中の空軍のみならず民間でも広く採用された。生産は1973年まで続けられ、総生産数は307機。カナダでは後継機のDHC-5 バッファローに置き換えられ、他の多くの運用国でも1980年代には次第に退役していったが、その卓越したSTOL性能からオーストラリアなど一部の国では2000年代に入ってもしばらく現役にあった。

## アメリカでの採用

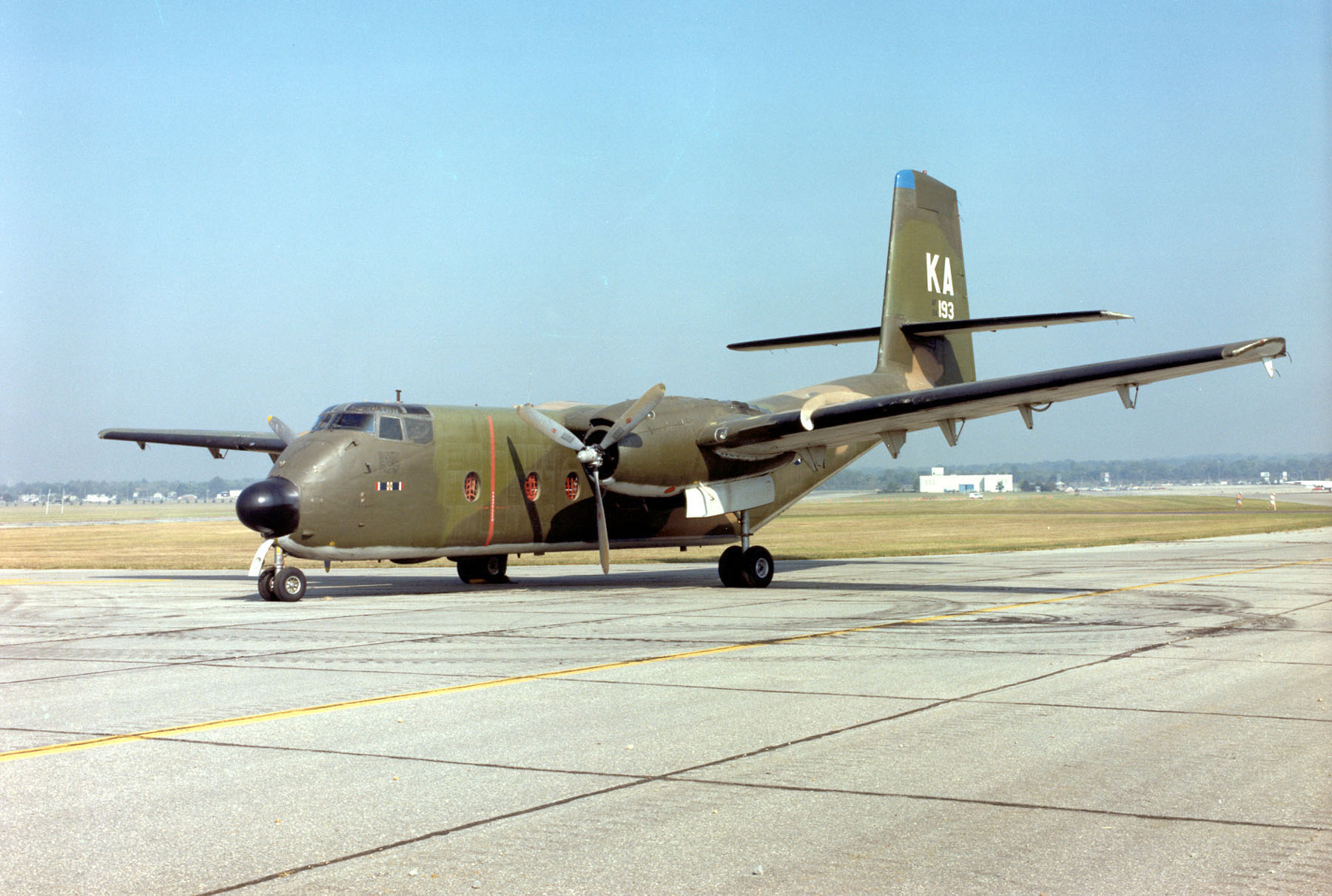
C-7A

アメリカ陸軍は試作発注した機体による評価試験の末、AC-1の名称でDHC-4を採用した。「AC」というのは空軍独立後・三軍名称統一前の時期にアメリカ陸軍が航空機に付けた記号で、固定翼輸送機を示す。
AC-1は当時の空軍と陸軍の固定翼機の大きさに関する協定を大きく逸脱しており、論議を呼んだが、制限を撤廃することで陸軍の装備・運用が認められた。AC-1は56機生産され、その後第2次生産分のAC-1Aに移行した。AC-1はその後すべてAC-1A規格に改修されている。
AC-1、AC-1Aは1962年の三軍の航空機名称統一の際に、CV-2A/Bと改称した。その間も陸軍と空軍の管轄問題は論議され続け、近距離では同等の輸送力を持つCH-47の登場により1966年になってようやく「固定翼戦術輸送機は空軍」ということで決着し、1967年1月にCV-2A/Bは空軍に移管されてC-7A/Bとなった。
C-7はヘリコプターの大型化がまだ進んでいない時期にあって極めて有用な前線輸送機であり、カナダ軍やオーストラリア軍のDHC-4と共にベトナム戦争で多用された。1963年時点で、C-123が南ベトナムにある全滑走路中11%しか使用できなかったのに対し、こちらはその77%で発着できたことがその有用性を証明している。戦後は空軍予備役軍団や空軍州兵に移管され、C-130に更新される1980年代まで運用された。
インド空軍などにも援助として少数が引き渡されている。また、北ベトナムによって鹵獲されたC-7が1970年代の終わりまで同国内で使用されていた。

### 生産機
- YAC-1：5機。シリアル57-3079～3083
- AC-1 / CV-2A / C-7A：56機。シリアル60-3762～3768、5430～5444、61-2384～2407、2591～2600
- AC-1A / CV-2B / C-7B：103機。シリアル62-4144～4196、12583～12584、63-9718～9765

## 使用国

### 軍用
- アラブ首長国連邦（アブダビ）
- アメリカ合衆国

アメリカ陸軍
アメリカ空軍
- イラン
- インド

インド空軍
- ウガンダ

ウガンダ警察航空隊
- オーストラリア

オーストラリア空軍
- オマーン

オマーン空軍
- ガーナ

ガーナ空軍
- カナダ

カナダ空軍
- カメルーン
- カンボジア
- クウェート

クウェート空軍
- ケニア

ケニア空軍（退役済み）
- コスタリカ
- ザンビア
- スウェーデン

スウェーデン空軍
- スペイン

スペイン空軍
- タイ

タイ国家警察
- タンザニア

タンザニア空軍
- ベトナム
- ベトナム共和国

南ベトナム空軍
- マレーシア

マレーシア空軍
- リベリア

### 民間

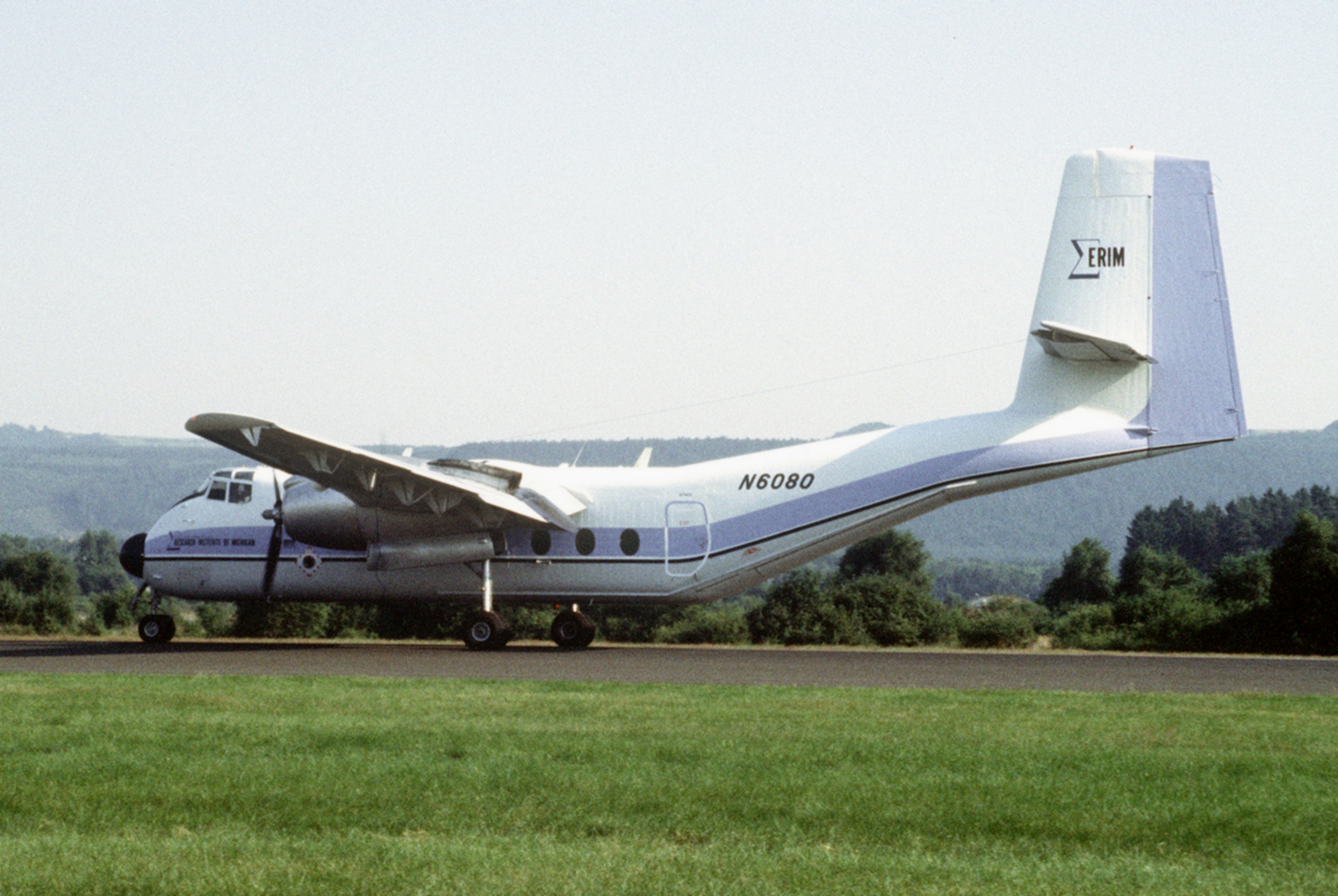
ミシガン州環境研究所（ERIM）のDHC-4

- アメリカ合衆国

エア・アメリカ
Bannock Aerospace
Chieftain Air
Deutsche Aviation
Environmental Research Institute of Michigan
Fowler Aeronautical Service
H A T Aviation Inc.
John Woods Inc.
New Cal Aviation
Pen Turbo Aviation
- インドネシア

Trigana Air
- エクアドル

AMOCO Ecuador
Anglo-Ecuador Oilfields
Aerolineas Condor of SA
- オーストラリア

アンセット-MAL
- カナダ

La Sarre Air Services
- ガボン

Air Inter Gabon
- 台湾

Air Asia
- パプアニューギニア

Garamut Exploration Services
Vanimo Trading
- マルタ

New Cal Aviation

## 要目
(DHC-4A)
- 全幅：29.15 m
- 全長：22.13 m
- 全高：9.68 m
- 翼面積：84.72 m2
- 自重：8,238 kg
- 最大離陸重量：12,927 kg
- 最大速度：335 km/h=M0.27（高度6,500 ft）
- 巡航速度：291 km/h=M0.24（高度7,500 ft）
- エンジン：P&W R-2800-7M2（1,440hp）2基
- 実用上昇限度：7,560 m
- 最大搭載航続距離：389 km
- ペイロード：3,964 kg。兵員32席（空挺隊員26席）または担架22床。
- 乗員：2名

## 参考図書
- 『現代アメリカ軍用機』（酣燈社、「航空情報」1966年11月号増刊）
- 『航空ジャーナル別冊　アメリカ空軍の第一線機』（航空ジャーナル社、1980年）
- 国際戦略研究所（IISS） 編、防衛庁防衛局調査第二課 訳『ミリタリー・バランス 1981-1982』朝雲新聞社、1981年11月25日。ISBN 4-7509-3003-2。
- "United States Military Aircraft since 1909" , Gordon Swanborough & Peter M. Bowers , PUTNUM , 1989
- The International Institute for Strategic Studies (IISS) (2024) (英語). The Military Balance 2024. Routledge. ISBN 978-1-032-78004-7